# Himmel über Berlin (Mixtape)
Himmel über Berlin ist das Debüt-Mixtape des deutschen Rappers Pashanim. Es erschien am 28. September 2022 unter dem Musiklabel Urban Records, einem Sublabel der Universal Music Group.

## Titel
Der Titel Himmel über Berlin ist eine Referenz auf den gleichnamigen Film von Wim Wenders aus dem Jahre 1987. Screenshots aus dem Film finden sich außerdem in dem Musikvideo zu dem Song Doppel G. Laut dem Musikjournalisten Fridolin Achten verbinde den Film und das Mixtape die Intention, eine bestimmte Stimmung zu vermitteln, anstatt eine Geschichte zu erzählen. Pashanim selber erwähnte, dass er von der Schwarz-Weiß-Ästhetik und der Erzählweise des Filmes beeindruckt sei.

## Veröffentlichung und Inhalt
Pashanim kündigte das Erscheinen des Mixtapes auf dem Song Kleiner Prinz (erschienen am 7. Juli 2022) erstmals an: „Juli kommt mein Tape“, musste das Veröffentlichungsdatum jedoch aufgrund von Krankheit verschieben. Himmel über Berlin erschien schließlich am 28. September 2022 ohne eine Promo-Phase durchlaufen zu haben. Stattdessen wurde die Veröffentlichung erst einige Stunden vorher durch Pashanim in seiner Instagram-Story bekannt gemacht.
Himmel über Berlin erschien ausschließlich digital. Alle Songs auf Himmel über Berlin waren bis zum Zeitpunkt der Veröffentlichung unveröffentlicht.

## Titelliste
| Nr.          | Titel                | Länge |
| ------------ | -------------------- | ----- |
| 1.           | 2019 (justbars rmx)  | 1:43  |
| 2.           | sme (sei ma ehrlich) | 1:47  |
| 3.           | Milano               | 1:41  |
| 4.           | Doppel G             | 2:03  |
| 5.           | Tourlife.mp3         | 2:14  |
| 6.           | Marseille            | 2:35  |
| 7.           | BMW                  | 2:01  |
| 8.           | 21                   | 2:20  |
| 9.           | Ferragamo            | 1:47  |
| Gesamtlänge: | Gesamtlänge:         | 18:04 |

## Rezensionen
Micha Wagner (Diffus) meint, Pashanim bleibe sich auf Himmel über Berlin treu. Er bleibe bei dem, was er am besten könne: „Momentaufnahmen und Bilder aus seinem Leben in Berlin-Kreuzberg, vor und nach dem großen Erfolg.“ Himmel über Berlin biete soundtechnisch und raptechnisch eine große Vielfalt und beinhalte New-Wave Sound, aber auch Party-Hits. Insgesamt sei es im Angesicht der wenigen Veröffentlichungen Pashanims „ein surreales Gefühl, so etwas wie ein Album von Pashanim auf den Kopfhörern zu haben“. Trotzdem stelle sich beim Hören keine Übersättigung ein, da Pashanims Art zu erzählen unverbraucht sei.
Für Yannick Gölz (laut.de) ist Himmel über Berlin ein fast „klösterliches Festhalten an den eigenen DIY-Standards.“ Pashanim lasse sich nicht wirklich in vorgefertigte Kategorien wie Straßenrapper, Poprapper oder Hipster einordnen. Er sei „nichts davon und doch irgendwie alles gleichzeitig“, was auch der diverse Sound auf dem Album zeige. Mit Himmel über Berlin vermeide Pashanim vor allem seine „eigene Formelhaftigkeit“, auch wenn dies bedeute, dass er manchmal die Erwartung der Fans nicht direkt erfülle. Der zunehmende Trend zu Rap auf House-Produktion, wie man ihn auch bei Pashanim finde, erklärt der Rezensent durch die Lebenserfahrung von „Großstadt-Kids, die seit ihrer Teenage-Zeit auf Raves mitgegangen sind“. Man müsse zwar vorsichtig sein, Pashanim als Stimme einer Generation zu bezeichnen, könne aber nicht leugnen, dass er das gewisse Etwas besitze: „eine geile, smoothe Stimme, hervorragende Beat-Auswahl und ein unvergleichliches Händchen für Atmosphäre“. Himmel über Berlin schaffe es, „die kollektive Fantasie eines guten Lebens aufzuzeichnen“, so der Rezensent. „Und obwohl dieses Leben für Pashanim zur Wirklichkeit geworden sei, behandle dieser es weiterhin wie einen Tagtraum aus dem er jederzeit wieder aufwachen könne. Genau das mache ihn zu einer der wenigen Deutschrapper, die nicht wirken, als würden sie eine Rolle spielen.“

## Kommerzieller Erfolg

### Chartplatzierungen
Himmel über Berlin stieg am 7. Oktober 2022 auf Platz vier der deutschen Albumcharts ein, was zugleich die höchste Platzierung des Mixtapes darstellt. Insgesamt war Himmel über Berlin mit Unterbrechungen 76 Wochen in den deutschen Albumcharts vertreten, eine davon in den Top 10. Darüber hinaus erreichte es, zwei Jahre nach seiner Erstveröffentlichung, die Chartspitze der Hip-Hop-Charts. Am 4. Oktober 2022 stieg Himmel über Berlin in den österreichischen Albumcharts auf Rang 18 ein und platzierte sich neun Wochen in den Charts. Die Höchstplatzierung erreichte das Album am 18. Oktober 2022 mit Rang fünf. Am 9. Oktober 2022 stieg Himmel über Berlin auf Rang sechs in der Schweiz ein, was zugleich die beste Platzierung des Mixtapes darstellt.
| ChartsChartplatzierungen | Höchstplatzierung | Wochen |
| ------------------------ | ----------------- | ------ |
| Deutschland (GfK)        | 4 (76 Wo.)        | 76     |
| Österreich (Ö3)          | 5 (16 Wo.)        | 16     |
| Schweiz (IFPI)           | 6 (22 Wo.)        | 22     |

Die Titel 2019, Doppel G und Marseille konnten sich, obwohl diese nicht als Singles erschienen, in den Charts platzieren. So war Doppel G für 5 Wochen in den deutschen Singlecharts (Rang 20), drei Wochen in österreichischen (Rang 23) und zwei Wochen in den Schweizer Albumcharts (Rang 34) vertreten. 2019 schaffte es ebenfalls in die Charts aller D-A-CH-Staaten und erreichte mit Rang 40 seine höchste Chartnotierung in der Schweiz. Darüber hinaus platzierte sich Marseille ebenfalls in der Schweizer Hitparade (Rang 72).

### Auszeichnungen für Musikverkäufe
| Land/Region       | Auszeichnungen für Musikverkäufe (Land/Region, Auszeichnung, Verkäufe) | Verkäufe |
| ----------------- | ---------------------------------------------------------------------- | -------- |
| Österreich (IFPI) | Gold                                                                   | 7.500    |
| Insgesamt         | 1× Gold ·                                                              | 7.500    |